# Pterodroma
Pterodroma – rodzaj ptaków z rodziny burzykowatych (Procellariidae).

## Rozmieszczenie geograficzne
Rodzaj obejmuje gatunki występujące na obszarze wszystkich oceanów świata.

## Morfologia
Długość ciała 26–46 cm, rozpiętość skrzydeł 53–114 cm; masa ciała 112–810 g.

## Systematyka
Rodzaj zdefiniował w 1856 roku francuski zoolog Charles-Lucien Bonaparte w artykule poświęconym nowym gatunkom i ptakom Azji oraz Ameryki wraz z równoległymi tablicami systematycznymi ptaków pelagicznych, opublikowanym w czasopiśmie Comptes Rendus Hebdomadaires des Séances de l’Académie des Sciences. Gatunkiem typowym jest (późniejsze oznaczenie) petrel długoskrzydły (P. macroptera).

### Etymologia
- Pterodroma: gr. πτερον pteron ‘skrzydło’; -δρομος -dromos ‘biegacz, od τρεχω trekhō ‘biegać’[11].
- Rhantistes: gr. ῥαντης rhantēs ‘tryskacz’, ῥαινω rhainō ‘tryskać’[12]. Gatunek typowy (oryginalne oznaczenie): Procellaria cookii G.R. Gray, 1843.
- Aestrelata: gr. οιστρηλατος oistrēlatos ‘prowadzony przez gza’, od οιστρος oistros ‘giez, bąk’; ελαυνω elaunō ‘prowadzić’[13]. Gatunek typowy (późniejsze oznaczenie)[10]: Procellaria hasitata Kuhl, 1820.
- Cookilaria: kpt. James Cook (1728–1779), oficer Royal Navy, hydrograf, podróżnik, opłynął Ziemię w latach 1768–1771, 1772–1775, 1776–1779; rodzaj Procellaria Linnaeus, 1758[14].
- Oestrelatella: rodzaj Aestrelata Bonaparte, 1856; łac. przyrostek zdrabniający -ella[15]. Gatunek typowy (późniejsze oznaczenie)[16]: Oestrelata hypoleuca Salvin, 1888.
- Hallstroma: sir Edward John Lees Hallstrom (1886–1970), australijski biznesmen, hodowca ptaków[17]. Gatunek typowy (oryginalne oznaczenie): Pterodroma neglecta Schlegel, 1863.
- Proaestrelata: łac. pro ‘zamiast, przed’; rodzaj Aestrelata Bonaparte, 1856[18]. Gatunek typowy (oryginalne oznaczenie): Oestrelata axillaris Salvin, 1893

### Podział systematyczny
Do rodzaju należą następujące gatunki:

- Pterodroma leucoptera (Gould, 1844) – petrel białolicy
- Pterodroma brevipes (Peale, 1848) – petrel obrożny
- Pterodroma defilippiana (Giglioli & Salvadori, 1868) – petrel chilijski
- Pterodroma longirostris (Stejneger, 1893) – petrel długodzioby
- Pterodroma cookii (G.R. Gray, 1843) – petrel nowozelandzki
- Pterodroma pycrofti Falla, 1933 – petrel klifowy
- Pterodroma hypoleuca (Salvin, 1888) – petrel boniński
- Pterodroma nigripennis (Rothschild, 1893) – petrel czarnoskrzydły
- Pterodroma axillaris (Salvin, 1893) – petrel czarnopręgi
- Pterodroma ultima Murphy, 1949 – petrel ciemny
- Pterodroma solandri (Gould, 1844) – petrel brunatny
- Pterodroma neglecta (Schlegel, 1863) – petrel południowy
- Pterodroma arminjoniana (Giglioli & Salvadori, 1868) – petrel oceaniczny
- Pterodroma heraldica (Salvin, 1888) – petrel pacyficzny
- Pterodroma atrata (Mathews, 1912) – petrel samotny
- Pterodroma alba (J.F. Gmelin, 1789) – petrel polinezyjski
- Pterodroma baraui (Jouanin, 1964) – petrel wulkaniczny
- Pterodroma inexpectata (J.F. Forster, 1844) – petrel szarobrzuchy
- Pterodroma sandwichensis (Ridgway, 1884) – petrel hawajski
- Pterodroma phaeopygia (Salvin, 1876) – petrel galapagoski
- Pterodroma cervicalis (Salvin, 1891) – petrel białoszyi
- Pterodroma externa (Salvin, 1875) – petrel wędrowny
- Pterodroma mollis (Gould, 1844) – petrel miękkopióry
- Pterodroma cahow (Nichols & Mowbray, 1916) – petrel bermudzki
- Pterodroma hasitata (Kuhl, 1820) – petrel antylski
- Pterodroma caribbaea Carte, 1886 – petrel jamajski
- Pterodroma rupinarum Olson, 1975 – petrel atlantycki – takson wymarły ok. 1502 r.[20]
- Pterodroma feae (Salvadori, 1899) – petrel wyspowy
- Pterodroma madeira Mathews, 1934 – petrel maderski
- Pterodroma magentae (Giglioli & Salvadori, 1868) – petrel reliktowy
- Pterodroma incerta (Schlegel, 1863) – petrel białobrzuchy
- Pterodroma gouldi (F.W. Hutton, 1869) – petrel wielkoskrzydły
- Pterodroma lessonii (Garnot, 1826) – petrel białogłowy
- Pterodroma macroptera (A. Smith, 1840) – petrel długoskrzydły

Opisano również gatunki wymarłe znane tylko ze szczątków kopalnych:
- Pterodroma kurodai Harrison & Walker, 1978 – gatunek z Aldabry[21][22]
- Pterodroma jugabilis Olson & James, 1991 – gatunek z hawajskich wysp Hawaiʻi i Oʻahu[23][22]
- Pterodroma imberi Tennyson, Cooper & Shepherd, 2015 – gatunek z Wysp Chatham[22]